# Giovanni Maria Vian
Giovanni Maria Vian (Roma, 10 marzo 1952) è uno storico e giornalista italiano.
Dal 2007 al 2018 è stato direttore de L'Osservatore Romano, il quotidiano della Santa Sede.

## Biografia
Figlio del veneziano Nello Vian, scrittore e segretario della Biblioteca Vaticana dal 1949 al 1977, è stato allievo del classicista Manlio Simonetti. 
Si occupa soprattutto d'interpretazione della Bibbia nel giudaismo e cristianesimo dell'antichità, di storia della tradizione cristiana e del papato contemporaneo. È ordinario di filologia patristica presso l'Università La Sapienza di Roma ed è stato professore a contratto di storia della tradizione e dell'identità cristiane presso l'Università Vita-Salute San Raffaele di Milano. Parla fluentemente spagnolo e francese.
Giornalista pubblicista dal 1976, collabora con El País. È stato editorialista di Avvenire e del Giornale di Brescia; ha collaborato con il Corriere della Sera e con altre testate.
Dal 1976 al 2000 è stato redattore e consulente scientifico dell'Istituto della Enciclopedia Italiana, per il quale ha curato numerose pubblicazioni.
È nipote del partigiano Ignazio Vian e dell'ispanista Cesco Vian.

## Opere
- I codici vaticani del commento ai Salmi di Atanasio (1976)
- Testi inediti dal commento ai Salmi di Atanasio (1978)
- Le catechesi celtiche pubblicate da André Wilmart  (1981-1982)
- Una notizia seicentesca sul commento ai Salmi di Atanasio (1982)
- Interpretazioni giudaiche e cristiane antiche del sogno di Giacobbe (1989)
- Un’antologia esegetica bizantina sui Salmi con inediti di Atanasio e Giovanni Crisostomo (1989)
- Il “De psalmorum titulis”: l’esegesi di Atanasio tra Eusebio e Cirillo (1991)
- Le Quaestiones di Filone (1992)
- Predicazione ed esegesi nell’arianesimo latino: la raccolta di Verona (1994)
- Cristianismo y culturas en la época patrística (1995)
- Purità e culto nell’esegesi giudaico-ellenistica (1996)
- Tra pagani e cristiani: il problema del giudaismo ellenistico (1996)
- Introduzione bibliografica a Leone Magno (1997)
- Le versioni greche della Scrittura nella polemica tra giudei e cristiani (1997)
- L’evangeliario eusebiano (1997)
- Papi e santi tra rivoluzione francese e primo dopoguerra (1997)
- La tradizione filologica alessandrina tra giudaismo e cristianesimo (1998)
- Il linguaggio teologico tra Eusebio e Atanasio (1999)
- L’escatologia nel giudaismo ellenistico (1999)
- Pietro e Paolo: due cristiani tra storia e simboli (2000)
- Gli anni santi di Pio XI (2000)
- La pesadilla recurrente: cristianismo y cultura clásica desde Jerónimo al humanismo (2001)
- Bibliotheca divina. Filologia e storia dei testi cristiani (2001; traduzione spagnola, 2005)
- Ariani d'Africa (2002)
- La donazione di Costantino (2004; nuova edizione, 2010)
- Il silenzio di Pio XII: alle origini della leggenda nera (2004)
- Paolo VI e il potere temporale (2005)
- Dai cimiteri al potere temporale: note sulle origini della proprietà ecclesiastica (2005)
- La dinamica tra evento e decisioni nella storiografia conciliare (2005)
- Santità, papato e modernità (2007)
- La figura di Giuseppe Dalla Torre secondo le sue “Memorie“ (2010)
- Note sulla carità intellettuale (2013)
- Petronilla. La figlia di san Pietro (2014)
- Montini e la santità (2018)
- Paolo VI, l’uomo che tendeva la mano (2018)
- Pablo VI, un cristiano del siglo XX (2020)
- I libri di Dio. Breve storia dei testi cristiani (2020)
- Andare per la Roma dei papi (2020)
- Cirillo di Alessandria sui Salmi: alla ricerca dei testi autentici (2020)